# Фокер C.XIV
Фокер C.XIV-W је извиђачки двоседи, двокрилни хидроавион направљен у Холандији. Авион је први пут полетео 1937. године и заменио је дотрајали Фокер C.VII-W .

## Пројектовање и развој
Авион Фокер C.XIV-W је настао на захтев холандске морнарице која је тражила хидроавион мањи и економичнији од хидроавиона Фокер C.XI-W  који је требао да служи за обуку и тренажу пилота хидроавиона и да врши функцију обалског извиђања, патролирања, курирске службе и спашавања. Уједно овај авион би требао да замени већ дотрајали хидроавион Фокер C.VII-W који је у холандској морнарици служио од 1928. године. На основу тог захтева фирма Фокер је пројектовала двоседишни хидроавион са пловцима за извиђање и обуку.  Авион је био мешовите конструкције двокрилац са крилима различитих размаха, једним ваздухом хлађеним мотором и трупом са два кокпита за пилота и осматрача. Авион је први пут полетео 1937. године.

## Технички опис
Труп авиона Фокер C.XIV-W је округлог попречног пресека од мотора до доњег крила. Од доњег крила до репа труп је овалан са равним подом (доњом страницом трупа). Носећа конструкција трупа је традиционално Фокерова, направљена од заварених челичних цеви високе чврстоће и изгледа као просторна рамска конструкција на коју су додати помоћни оквири који образују овални или округли облик трупа. Дијагонале за учвршћење рамова су од челичних цеви у пределу од мотора до иза другог кокпита, у наставку према репу дијагонале су жичане. Прамац трупа у пределу мотора до кабине пилота и горња страна трупа где се налазе кокпити су били обложени алуминијумским лимом. Шперплочом је обложена горња страна трупа од кокпита па све до репа авиона. Изван лимене облоге, цео труп је обложен импрегнираним платном, укључујући и делове трупа обложене шперплочом.
Један авион је имао труп са два отворена кокпита и ветробранима за пилота и осматрача. Остали авиони су имали спојене кабине пилота и осмарача што је олакшало окретност оператера-стрелца који је сада могао да седи у правцу мотора или репа авиона. Код неких авиона овог типа кокпити су били наткривени провидним поклопцем од плексигласа. То је вероватно било код авиона који су били намењени да службују у пределима са оштријом климом. Ивице кокпита су биле опшивене кожом што смањује опасност од повреде чланова посаде. Прегледност из пилотске кабине је била добра. Фиксни митраљез је био у хаптичком пољу пилота, тако да је могао интервенисати кад дође до његовог застоја у раду. Пилотска кабина је била опремљена свом потребном опремом и инструментима за несметано управљање авионом и контролу рада мотора и лета авиона. У другом кокпиту у коме се налази осматрач поред радио уређаја налази се на обртном постољу један митраљез за заштиту задње полусфере авиона.
Сви авиони овог типа били су опремљени радијалним ваздухом хлађеним мотором Wright R-975-E3 Whirlwind са 9 цилиндара, снаге 336 kW (451 KS) и двокраком дрвеном елисом фиксног корака.  Мотори су обложени лименом капотажом (NACA прстен) која обезбеђује боље хлађење радијалних мотора, нагонећи ваздушну струју да обструјава цилиндре мотора и тако их боље хлади.
Авион Фокер C.XIV-W је двокрилац. Горње крило му је једноделно трапезног облика, са полукружним завршетком и средње дебљине. Конструкција крила је дрвена са две рамењаче. Предња рамењача са нападном ивицом крила чини торзиону кутију. Крила су пресвучена делом дрвеном лепенком делом импрегнираним платном. Крила су једнаке дебљине целом својом дужином. Горње крило је балдахином повезано са трупом авиона. Предња рамењача се са четири подупирача ослања на труп (по два са сваке стране трупа) а задња рамењача се са два подупирача ослања на труп (по један са сваке стране). На крајевима, крила су међусобно повезана упорницама у облику латиничног слава N. Подупирачи и упорнице су направљени од челичних цеви. Крила су између себе повезана затезачима од челичних жица које у лету стварају велики аеродинамички отпор. Елерони се налазе само на горњем крилу и заузимају више од 1/3 размаха крила. Конструкција је цевасти челични оквир и челичне цеви као ребра, облога је од платна. Управљање елеронима је помоћу сајли за управљање. Доње крило је исте конструкције као и горње, али има мањи размах и ширину (сескуиплан). Доња крила су конзолно везана за труп авиона. Горње крило је померено ка кљуну авиона у односу на доње и кружно засечено изнад трупа како би пилоту био побољшан поглед изнад главе.
Репне површине су класичне са једним вертикалним стабилизатором и кормилом правца и два хоризонтална стабилизатора са кормилима висине. Конструкције свих ових елемената су од заварених челичних цеви пресавучени платном. Хоризонтални стабилизатори нису били везани за труп авиона како је то уобичајено, него су били причвршћени за вертикални стабилизатор и то на половини његове висине. Они су косим V-упорницама ослоњени и учвршћени за труп репа авиона.
Овај авион је уместо класичног фиксног стајног трапа са точковима имао два вишекоморна пловка који су челичном конструкцијом били везани за труп авиона. Ови пловци су комплетно били направљени од алуминијума са каскадом ради лакшег одвајања од водене површине при узлетању а били су неупоредиво лакши и трајнији од дрвених пловака.
Наоружање овог авиона се састојало од стрељачког наоружања два митраљеза један фиксни FN Browning калибра 7,9 mm којим рукује пилот авиона а други такође FN Browning калибра 7,9 mm се налази код радио оператера који је уједно и задњи стрелац. Авион у трупу може да понесе и неколико мањих бомби.

## Верзије
Свих 24 произведена примерка авиона Фокер C.XIV-W су били истоветни.

## Оперативно коришћење
Производња овог типа авиона је почела 1938. године и до 6. децембра 1939. године испоручено је холандској морнарици свих 24 поручених авиона који су добили ознаке од F-1 до F-24.
Од почетка 1940. године, авионе Фокер C.XIV-W је користила холандска поморска авијација као авионе за обуку, били су укључени у обалске патроле и извиђање. После пораза оружаних снага Холандије, дванаест летелица је у мају 1940. одлетело у Француску, а потом 22. маја у Велику Британију, одакле су морским путем послате у Холандску Источну Индију. Тамо су коришћени за обуку све до јапанског напада. У фебруару - марту 1942. патролирали су обалом острва и вршили комуникацијске летове. Све авионе Фокер C.XIV-W уништили су Јапанци при окупацији Индонезије тако да није сачуван ни један примерак овог авиона. Функција ових авиона престаје 1942. године.

## Земље које су користиле авион
- Холандија